# ONE PIECE MEMORIAL BEST
『ONE PIECE MEMORIAL BEST』（ワンピース メモリアル ベスト）は、テレビアニメ『ONE PIECE』のコンピレーション・アルバム。2010年3月17日にavex modeから発売された。

## 概要
アニメ放映10周年を記念したコンピレーション・アルバム。CDジャケットには、モンキー・D・ルフィ・ロロノア・ゾロ・ナミ・ウソップ・サンジ・トニートニー・チョッパー・ニコ・ロビン・フランキー・ブルックの、麦わらの一味全員（2010年3月時点）が描かれている。
「Disc 1」には16曲、「Disc 2」には17曲が収録されている。初回限定版・通常版の2種類が発売されており、初回限定版にはアニメ第4話「ルフィの過去! 赤髪のシャンクス登場」・ボーナス・トラックを除くOP・EDのノンクレジットバージョン・全シーズンのプロモーション映像が収録されたDVDが付属された。また、初回特典としてB2判のポスター（絵柄は放送10周年を記念し、2009年4月から放映開始時に5秒ほど流れるクレジット）が付く。

### 主な記録
2010年3月29日付のオリコン週間アルバムチャートで1位を獲得。初動売上は8.2万枚を記録し、アニメ主題歌集としては『CODE GEASS COMPLETE BEST』以来、4作目となる首位獲得作品となった。また、2010年度のオリコン年間ランキングで28位を獲得した。推定売上枚数は約24万9,000枚を記録し、『ONE PIECE BEST ALBUM 〜ワンピース主題歌集〜』の売上20万1,000枚を抜いた。2012年12月現在では28万0,323枚を売り上げている。
2011年には、『THE JAPAN GOLD DISC AWARD 2011 第25回 日本ゴールドディスク大賞』のANIMATION ALBUM OF THE YEARを獲得した。

## 収録曲

### Disc 1
1. ウィーアー! [4:01]
歌：きただにひろし
作詞：藤林聖子、作曲：田中公平、編曲：根岸貴幸
  - 第1話〜第47話オープニングテーマ
2. Believe [3:48]
歌：Folder5
作詞：谷穂チロル、作曲・編曲：GROOVE SURFERS
  - 第48話〜第115話オープニングテーマ
3. ヒカリヘ [3:44]
歌：ザ・ベイビースターズ
作詞・作曲：田中明仁、編曲：ザ・ベイビースターズ
  - 第116話〜第168話オープニングテーマ
4. BON VOYAGE! [4:30]
歌：Bon-Bon Blanco
作詞：佐々木美和、作曲・編曲：大島こうすけ
  - 第169話〜第206話オープニングテーマ
5. ココロのちず [4:24]
歌：BOYSTYLE
作詞：MIZUE、作曲：渡辺和紀、編曲：米光亮
  - 第207話〜第263話オープニングテーマ
6. BRAND NEW WORLD [4:19]
歌：D-51
作詞：吉田安英、作曲：吉田安英・IKUMA、編曲：IKUMA・YOICHI WATANABE
  - 第264話〜第278話オープニングテーマ
7. ウィーアー! 〜7人の麦わら海賊団篇〜 [4:16]
歌：7人の麦わら海賊団（田中真弓、中井和哉、岡村明美、平田広明、山口勝平、大谷育江、山口由里子）
作詞：藤林聖子、作曲：田中公平、編曲：根岸貴幸
  - 第279話〜第283話オープニングテーマ
8. Crazy Rainbow [3:44]
歌：タッキー&翼
作詞：森元康介・TAKESHI、作曲：森元康介、編曲：CHOKKAKU
  - 第284話〜第325話オープニングテーマ
9. Jungle P [3:17]
歌：5050
作詞・作曲：5050、編曲：5050・K-Muto
  - 第326話〜第372話オープニングテーマ
10. ウィーアー! 〜アニメーション ワンピース10周年Ver.〜 [3:37]
歌：東方神起
作詞：藤林聖子、作曲：田中公平、編曲：AKIRA
  - 第373話〜第394話オープニングテーマ
11. Share The World [3:27]
歌：東方神起
作詞：H.U.B.、作曲：前山田健一、編曲：AKIRA
  - 第395話〜第425話オープニングテーマ
12. 風をさがして [4:07]
歌：矢口真里とストローハット
作詞：カシアス島田、作曲：高原兄、編曲：斉藤文護・岩室晶子
  - 第426話〜第458話オープニングテーマ
13. memories [4:25]
歌：大槻真希
作詞：大槻真希、作曲・編曲：MORI JUNTA
  - 第1話〜第30話エンディングテーマ
14. RUN!RUN!RUN! [4:00]
歌：大槻真希
作詞：大槻真希、作曲・編曲：MORI JUNTA
  - 第31話〜第63話エンディングテーマ
15. 私がいるよ [3:57]
歌：TOMATO CUBE
作詞：西村ちさと、作曲：山元全、編曲：TOMATO CUBE・山内薫
  - 第64話〜第73話エンディングテーマ
16. しょうちのすけ [3:53]
歌：推定少女
作詞：秋元康、作曲・編曲：百石元
  - 第74話〜第81話エンディングテーマ

### Disc 2
1. BEFORE DAWN [3:19]
歌：AI-SACHI
作詞：さとうみかこ、作曲・編曲：佐藤宣彦
  - 第82話〜第94話エンディングテーマ
2. fish [4:24]
歌：The Kaleidoscope
作詞・作曲：石田匠、編曲：The Kaleidoscope・今井裕
  - 第95話〜第106話エンディングテーマ
3. GLORY-君がいるから- [4:57]
歌：上原多香子
作詞：渡辺なつみ、作曲：菊池一仁、編曲：原田憲
  - 第107話〜第118話エンディングテーマ
4. Shining ray [4:00]
歌：Janne Da Arc
作詞・作曲：yasu、編曲：Janne Da Arc・岡野ハジメ
  - 第119話〜第132話エンディングテーマ
5. Free Will [4:45]
歌：Ruppina
作詞：工藤舞、作曲：安田史生、編曲：鈴木直人
  - 第133話〜第156話エンディングテーマ
6. FAITH [4:18]
歌：Ruppina
作詞：工藤舞、作曲：安田史生、編曲：鈴木直人
  - 第157話〜第168話エンディングテーマ
7. A to Z 〜ONE PIECE Edition〜 [3:36]
歌：ZZ
作詞：SOTARO、作曲・編曲：ZZ
  - 第169話〜第181話エンディングテーマ
8. 月と太陽 [5:11]
歌：shela
作詞・作曲：瀧川潤、編曲：家原正樹
  - 第182話〜第195話エンディングテーマ
9. DREAMSHIP [4:43]
歌：イクタ☆アイコ
作詞：イクタ☆アイコ、作曲：ACKO、編曲：TEXAS TAXIS
  - 第196話〜第206話エンディングテーマ
10. 未来航海 [4:03]
歌：タッキー&翼
作詞：森元康介・田形美喜子、作曲：森元康介、編曲：CHOKKAKU
  - 第207話〜第230話エンディングテーマ
11. エターナルポーズ [5:05]
歌：エイジアエンジニア
作詞：エイジアエンジニア、作曲・編曲：U.S.B 2.0
  - 第231話〜第245話エンディングテーマ
12. Dear friends [4:32]
歌：TRIPLANE
作詞・作曲：江畑兵衛、編曲：TRIPLANE
  - 第246話〜第255話エンディングテーマ
13. 明日は来るから [5:12]
歌：東方神起
作詞：妹尾武・小山内舞、作曲：妹尾武、編曲：K-Muto
  - 第256話〜第263話エンディングテーマ
14. ADVENTURE WORLD [2:41]
歌：デリカテッセン
作詞・作曲：Hyoutan、編曲：Naohisa Taniguchi aka Tony Gucci
  - 第264話〜第278話エンディングテーマ
15. Family 〜7人の麦わら海賊団篇〜 [3:55]
歌：7人の麦わら海賊団（田中真弓、中井和哉、岡村明美、山口勝平、平田広明、大谷育江、山口由里子）
作詞：藤林聖子、作曲：田中公平、編曲：鶴由雄
  - テレビスペシャルエンディングテーマ
16. ビンクスの酒 [3:19]
歌：麦わらの一味（田中真弓、中井和哉、岡村明美、山口勝平、平田広明、大谷育江、山口由里子、矢尾一樹、チョー）
作詞：尾田栄一郎、作曲：田中公平、編曲：浜口史郎
  - 挿入歌
  - ボーナストラック
17. A THOUSAND DREAMERS 〜9人の麦わら海賊団篇〜 [4:03]
歌：9人の麦わら海賊団（田中真弓、中井和哉、岡村明美、山口勝平、平田広明、大谷育江、山口由里子、矢尾一樹、チョー）
作詞：藤林聖子、作曲：田中公平、編曲：多田彩文
  - 『ONE PIECE ROMANCE DAWN STORY』主題歌
  - ボーナス・トラック

## Disc 3（特典DVD）
- アニメ第4話「ルフィの過去! 赤髪のシャンクス登場」
- ノンクレジット判のオープニングテーマとエンディングテーマ（全31曲）
- インペルダウン篇までのプロモーション映像